# Kilmarnock
Kilmarnock (in scots Kilmaurnock, in gaelico scozzese Cill Meàrnaig, localmente nota come Killie) è un paese dell'Ayrshire Orientale in Scozia ed ha una popolazione di 44 170. Si trova a metà strada fra Glasgow e Ayr ed è la più popolosa città dell'Ayrshire. Il fiume Irvine lambisce la sua periferia ed una sua diramazione attraversa la città prendendo il nome di Bank Street.

## Storia
Il nome deriva dalla composizione dal gaelico cill (chiesa) ed il nome di San Marnoch o Mernoc che è anche ricordato nel nome delle città di Portmarnock in Irlanda e Inchmarnock. Si pensa che il santo abbia fondato qui una chiesa nel 322.
La città antica è quella che si estende intorno alla Laigh Kirk (Chiesa bassa), anche se la più antica parte di questa chiesa risale al XVII secolo. Insediamento di modeste dimensioni, vide la sua espansione dai primi anni del XIX secolo a seguito della rivoluzione industriale. Lo sviluppò portò alla realizzazione di King Street, Portland Street, Saint Marnock Street e successivamente John Finnie Street; quest'ultima una delle più belle strade vittoriane in Scozia.

## Geografia fisica
L'area di Kilmarnock comprende:
- Altonhill
- Annanhill
- Barnweill
- Beansburn
- Bellfield
- Bonnyton
- Caprington
- Fisher Grange
- Gargieston
- Grange Estate
- Hillhead
- Howard Grange
- Loanhead
- Longpark
- Kirkstyle
- New Farm Loch
- Onthank
- Riccarton
- Shortlees
- Southcraig
- Townholm
- Wardneuk
- Wellpark

## Economia

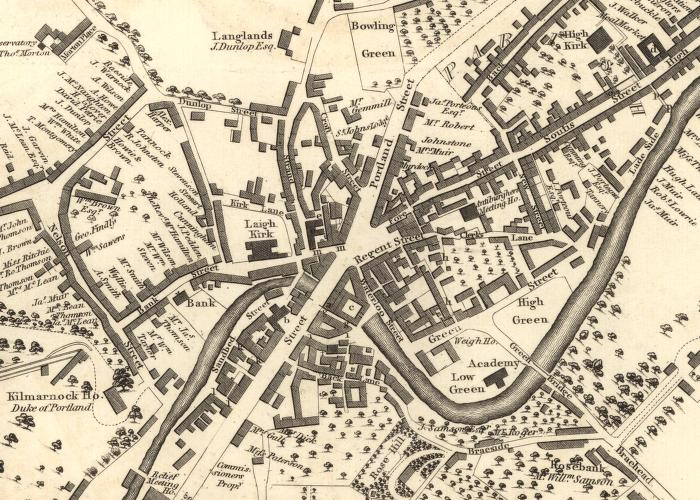
Mappa del centro di Kilmarnock nel 1819.

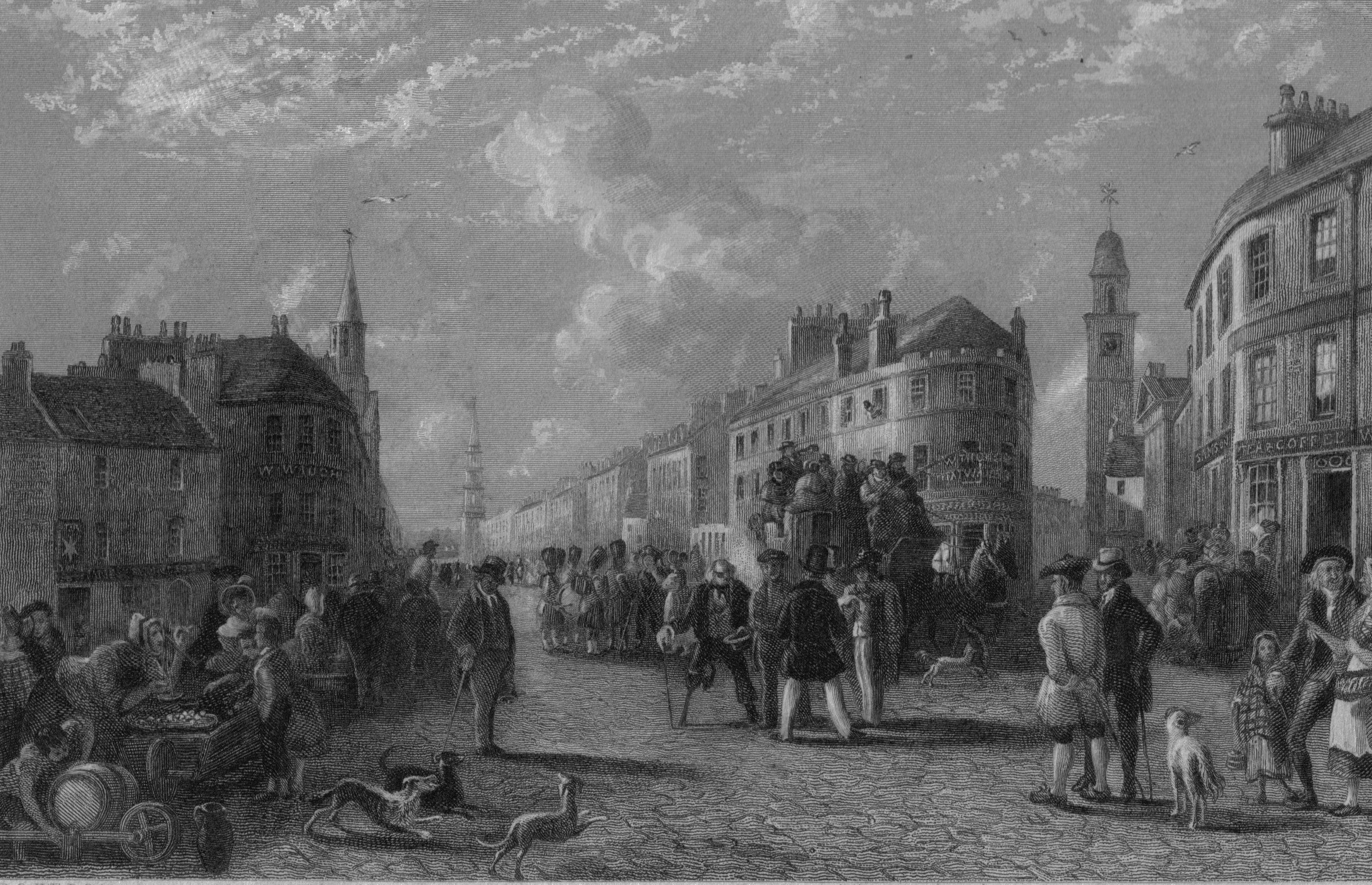
Kilmarnock nel 1849.

Le industrie tradizionali della città sono quella tessile e quella meccanica (produzione di locomotive).
Altra industria di Kilmarnock, conosciuta internazionalmente, è quella dei tappeti presente sin dal 1800.
Kilmarnock possiede una delle prime tranvie mai costruite al mondo, risalente al 1904.

## Sport
In città ha sede il club calcistico Kilmarnock F.C., il più antico club professionistico di Scozia. Lo stadio che ospita le sue partite è denominato Rugby Park.